# 110ª Squadriglia
La 110ª Squadriglia del Servizio Aeronautico del Regio Esercito dal 30 aprile 1918 volava con aerei Nieuport 11.

## Storia

### Prima guerra mondiale
Dopo il Bombardamento di Napoli del 1918 nella notte tra il 10 e l'11 marzo del dirigibile tedesco Zeppelin LZ 104 che partito da Jambol in Bulgaria lancia 6.400 kg di bombe colpendo il Cantiere Pattison, il centro città e l'ILVA di Bagnoli (Napoli) causando una trentina di vittime, nasce nello stesso mese una Sezione di 2 Savoia-Pomilio SP.2 con cannoncino ed una Sezione di 2 Nieuport 110 hp all'Aeroporto di Napoli-Capodichino.
Alla metà di marzo arrivano 4 Nieuport 11 ed il 30 aprile diventa 110ª Squadriglia comandata dal Capitano Cesare Bertoletti che dispone anche di 7 S.P. ed un Farman 14.
In estate arrivano 2 SVA 5 ed il 15 settembre il reparto dispone di 10 velivoli e 6 piloti.
Dopo la guerra opera per il servizio posta aerea e nei primi collegamenti civili nel Gruppo Sperimentale Comunicazioni Aeree fino agli anni Venti.
Sempre a Capodichino nel giugno 1920 è sugli SVA ed al 15 agosto 1921 si è trasformata in 131ª Squadriglia.

### Guerra d'Etiopia
La 110ª Squadriglia AO della Regia Aeronautica viene costituita il giorno 8 dicembre 1935 nell'ambito della Guerra d'Etiopia; imbarcata ai primi di gennaio giunge a Massaua tra il 15 e il 21 gennaio 1936; da qui si trasferisce a Mai Edagà vicino a Gura (Eritrea). Negli stessi giorni inizia dall'Aeroporto di Axum le operazioni belliche con gli IMAM Ro.37bis. La squadriglia viene messa a disposizione per il diretto impiego allo Stormo aeroplani da ricognizione tattica.

### Africa Orientale Italiana
I resti dei tre aerei dell'Eccidio di Lechemti del 26 giugno 1936 furono avvistati da un velivolo IMAM Ro.37 della 110ª Squadriglia, con a bordo il fotografo Baccari pilotato dal capitano Mario Bonzano il giorno successivo. Il relitto di uno dei due Caproni Ca.133 fu trasformato successivamente in un monumento ai caduti.
Dal 15 luglio 1936 è nel I Gruppo da RT dell'Aeroporto di Addis Abeba-Bole nell'ambito dell'Africa Orientale Italiana.
Dal 25 settembre 1937 fino al novembre dello stesso anno era al comando di Riccardo Roveda.

### Seconda guerra mondiale
Al 10 giugno 1940 è all'Aeroporto di Dire Dawa con 9 Ro.37bis inquadrata nel Comando settore aeronautico ovest di Addis Abeba.
A sostegno della Conquista italiana della Somalia Britannica due sezioni della squadriglia sono avanzate sui campi dell'Aeroporto di Giggiga ed Auarech, per fornire supporto diretto all'azione dell'esercito. Alla fine di agosto, terminate le operazioni contro il Somaliland, la squadriglia viene arretrata a Mogadiscio (oggi Aeroporto Internazionale Aden Adde) con compiti d’intercettazione.